# Marc Lescroart
Pour les articles homonymes, voir Lécroart.
Marc Lescroart, né à Bruxelles le 17 septembre 1966, est un animateur, réalisateur et producteur d'émissions de Radio et de baladodiffusion.

## Parcours Radio
- Radio Arc-En-Ciel (Schaerbeek - Bruxelles),
- Fréquence 1 (Uccle - Bruxelles)
- Radio Contact (Forest - Bruxelles)
- Fun Radio (Molenbeek - Bruxelles)
- Bel RTL (Woluwe-Saint-Lambert - Bruxelles)
- BXL, la city radio (Woluwe-Saint-Lambert - Bruxelles)
- Mint, la radio pop-rock

## Parcours TV
- Event TV,
- RTL-TVI,
- Télé Bruxelles (via la diffusion matinale de la radio BXL)

## Internet
- Créateur et coéditeur du site parodique "CBFPT" (C'est bien fait pour toi !) (site fermé)
- Coéditeur de l'annuaire RadioUtil (site fermé)
- Responsable Internet de Mint (radio) (site fermé)
- Audio & vidéo content coordinator chez RTL Digital où il a produit du premier octobre 2010 au premier novembre 2013, un podcast intitulé "Les Teknophiles"
- Anime, réalise et produit le podcast "Les Technos" disponible également en vidéo (voir sur Youtube) depuis septembre 2014.
- Blog personnel: "Comme à la Radio"